# Uwe Boll
Uwe Boll (ur. 22 czerwca 1965 w Wermelskirchen) – niemiecki filmowiec. Zyskał rozgłos w pierwszej dekadzie XXI wieku dzięki ekranizacjom serii gier wideo.
Filmy, które ukazały się w kinach, stały się obiektem ostrej krytyki i okazały się komercyjnymi porażkami; jego adaptacja Alone in the Dark: Wyspa cienia (2005) jest uważana za jeden z najgorszych filmów, jakie kiedykolwiek powstały. Kolejne projekty Bolla, wydane w latach 2010, trafiały w większości bezpośrednio do mediów domowych. Po przejściu na emeryturę w 2016 i zostaniu restauratorem, Boll powrócił do kręcenia filmów w 2022. Jego filmy są finansowane przez jego firmy produkcyjne Boll KG i Event Film Productions.

## Wczesne lata
Urodził się w Wermelskirchen. Studiował reżyserię filmową w Monachium i Wiedniu, a później literaturę, film oraz marketing i zarządzanie w Kolonii oraz Siegen.  W 1994 opublikował rozprawę doktorską na Uniwersytecie w Siegen. W 1995 zdobył doktorat z literatury na Uniwersytecie Kolońskim.
Boll po raz pierwszy zdecydował się zająć się branżą filmową w wieku dziesięciu lat po obejrzeniu przygodowego dramatu historycznego Lewisa Milestone’a Bunt na Bounty z Marlonem Brando. W młodości kręcił na taśmach filmowych super 8 mm oraz wideokasetach. 

## Kariera reżyserska
Jego pierwszymi pracami, które trafiły do szerszej dystrybucji, są filmy German Fried Movie (1991), Amoklauf (1992) i Barschel – Mord in Genf? (1993).
Wspólnie ze swoim przyjacielem oraz partnerem w interesach, Frankiem Lustigiem, w 1991 założyli spółkę BOLU GmbH. Od 1998 został właścicielem i menedżerem przedsiębiorstwa. W latach 1994–2000 był reżyserem i producentem filmów TaunusFilm. Od 1991 jest aktywnym reżyserem i producentem filmowym. Oprócz produkcji niemieckich reklam e-Plus, Lucky Strike, Porsche i Pall Mall, kręci także filmy. Od 2000 sam reżyseruje i produkuje swoje filmy. Filmy Bolla często powstają w Vancouver (Kanada), jednak spora ich część tworzona jest w Niemczech.
Swoją firmę Boll KG firmuje sloganem „Światowy lider w adaptacjach gier komputerowych”. Dotychczas na swoim koncie ma adaptacje gier House of the Dead (Dom śmierci i Dom śmierci II: Śmiertelny cel), Alone in the Dark (Alone in the Dark: Wyspa cienia), BloodRayne (sequel BloodRayne 2: Uwolnienie, część trzecia Bloodrayne – Krwawa Rzesza), Dungeon Siege (Dungeon Siege: W imię króla), Postal² (Postal), Far Cry (Far Cry) i Zombie Massacre (Masakra zombie). Tworzył także filmy niezwiązane z grami jak Seed: Skazany na śmierć, czy seria Rampage: Szaleństwo. W Polsce wydano większość z jego filmów głównie na nośnikach DVD, bądź w serwisach VOD.
Boll regularnie komunikuje się ze swoimi fanami za pośrednictwem różnych internetowych grup dyskusyjnych lub forów, m.in. IGN, SomethingAwful i The Digital Bits. W dodatkach wersji DVD filmu Alone in the Dark: Wyspa cienia przyznał, że czyta także komentarze na forum IMDb.
W październiku 2016 Boll poinformował, że kończy kręcić filmy. Powodem ma być brak funduszy na realizację.

## Finanse
Pomimo kontrowersji, jakie wywołały jego wcześniejsze produkcje, reżyser wciąż pozyskuje prawa do adaptacji gier komputerowych. Jego akcjonariuszami są głównie Niemcy. Ostrożnie dobiera prawa do potencjalnych adaptacji, później sam zajmuje się wszystkimi sprawami związanymi z jej produkcją, po czym kończy produkt.
W komentarzu zawartym na DVD Alone in the Dark, Boll wyjaśnia, w jaki sposób finansuje swoje filmy: Być może to wiecie, ale nie jest łatwo skompletować budżet filmu. W Niemczech mam fundusz ochraniający podatek. Jeśli inwestujesz w Niemczech w film, zasadniczo możesz dostać pięćdziesięcioprocentowy zwrot podatku od rządu.

## Pisarstwo
Boll napisał trzy książki: Wie man in Deutschland einen Film drehen muss (tłum. Jak zrobić film w Niemczech), Die Gattung Serie und ihre Genres (tłum. Seriale i ich gatunki) oraz autobiograficzną Ihr könnt mich mal (tłum. Pocałujcie mnie w dupę). 

## Krytyka
Tworząc filmową adaptację gry komputerowej, Boll zmienia jej zarys fabularny, środowisko i wszystko inne, co w jego mniemaniu jest zbędne, przez co zdobył sobie przydomek „mistrza błędów”. Dla przykładu, Alone in the Dark: Wyspa cienia skrytykowany został za odejście od survivalhorrorowego klimatu gry – w filmie nacisk położono przede wszystkim na tempo i żwawą akcję. Akcja gry pierwotnie rozgrywa się w Nowej Anglii w początkach XX wieku, a jej bohaterem jest detektyw, który został uwięziony w nawiedzonym wiktoriańskim domu. Film osadzony jest w nowoczesnym megalopolis, dużo w nim elementów science-fiction, film luźno nawiązuje jedynie do czwartej części gry (Koszmar powraca). Takie odchylenia bardzo irytują fanów gier, na bazie których filmy powstają.
Przez większość sympatyków gier komputerowych oraz osób lubiących kino Boll uważany jest za najgorszego reżysera wszech czasów, a jego filmy zawsze odnoszą spektakularne porażki w box office'ach.
- Boll porównał siebie do reżyserów w stylu Sergia Leonego i Davida Lyncha
- Filmy Bolla, zwłaszcza jego adaptacje gier komputerowych, zazwyczaj spotykają się z silną dezaprobatą krytyków filmowych. 24 stycznia 2006 wszystkie trzy jego ekranizacje gier znalazły się na liście stu najgorszych filmów w rankingu The Internet Movie Database
- W Internecie znajdowała się petycja skierowana do Bolla, w której proszony jest on o zaprzestanie kręcenia filmów[7].
- Reżyser próbował również uzyskać prawa do zekranizowania popularnej gry World of Warcraft, ale uzyskał odpowiedź: „Tobie nie sprzedamy praw autorskich. Na pewno nie tobie”
- W 2008 w nakręconym przez siebie wideo zaatakował reżysera Michaela Baya, nazywając go opóźnionym w rozwoju. Bay na swojej stronie internetowej napisał, że osoby, które w ten sposób go atakują, to bardzo smutne istoty ludzkie, ale w żadnym wypadku nie przejmuje się tym, co mówią na jego temat

### Odpowiedź na krytykę
- „Jeżeli zaś chodzi o wyzywanie krytyków na pojedynki, chodziło mi o to, żeby przestali mnie jedynie krytykować, tylko pokazali wreszcie swoje twarze i byli gotowi do konfrontacji. Myślę, że to był dobry pomysł i świetnie się wtedy bawiłem”[8].
- W czerwcu 2006 reżyser wyzwał krytyków swoich filmów na pojedynek. Boll, zdenerwowany tym, że ludzie oczerniają jego filmy jeszcze przed premierą, zaproponował tym, którzy wypowiadają się o nich krytycznie, pojedynek, mający odbyć się pod koniec zdjęć do filmu na podstawie gry Postal. Boll w ciągu dwóch ostatnich dni zdjęciowych zaprosił pięciu swoich najbardziej zajadłych krytyków do Vancouver, gdzie był kręcony film. Owe osoby mogły zagrać epizodyczne role w Postalu oraz wziąć udział w dziesięciorundowej walce bokserskiej z Uwem[9]. Pojedynek wygrał[10].

## Filmy
- 1991: German Fried Movie
- 1993: Barschel – Mord in Genf?
- 1994: Amoklauf
- 1997: Das Erste Semester
- 2000: Mordercza obsesja (Sanctimony)
- 2002: Blackwoods
- 2003: Dom śmierci (House of the Dead)
- 2003: Serce Ameryki (Heart of America)
- 2005: Alone in the Dark: Wyspa cienia (Alone in the Dark)
- 2006: BloodRayne
- 2007: BloodRayne II: Deliverance
- 2007: Dungeon Siege: W imię króla (In the Name of the King: A Dungeon Siege Tale)
- 2007: Postal
- 2007: Seed: Skazany na śmierć
- 2008: Far Cry
- 2008: Szczury tunelowe (Tunnel Rats)
- 2009: Rampage: Szaleństwo
- 2009: Stoic
- 2009: Darfur
- 2010: Final Storm
- 2010: Max Schmeling
- 2010: BloodRayne: The Third Reich
- 2013: Mściciel z Wall Street
- 2013: Suddenly
- 2014: Rampage 2: Kara Śmierci
- 2016: Rampage 3: Zamach na prezydenta

## Publikacje
- Uwe Boll: German fried movie & Barschel-Mord in Genf oder wie man in Deutschland Filme drehen muß. Mañana-Verlag, Leverkusen, 1992. ISBN 3-929177-02-1.
- Uwe Boll: Die Gattung Serie und ihre Genres. Alano Verlag, Aachen, 1994. ISBN 3-89399-216-2.
- Uwe Boll: Current Biography Yearbook 2010. H.W. Wilson, 2010, s. 53–56. ISBN 978-0-8242-1113-4.
- Uwe Boll: Ihr könnt mich mal! – Vom Kurzfilmer in Burscheid zum meistgehassten Regisseur Amerikas. KICK-Verlag, Bonn, 2017. ISBN 978-3-946312-17-8.
- Uwe Boll: Warum sich keiner mehr zu sagen traut, was wirklich ist. Deutschland zwischen Cancel Culture, Political Correctness, und der neuen Feigheit die Wahrheit zu sagen. FBV, Monachium, 2022. ISBN 978-3-95972-553-8.
- Uwe Boll: Tabula Rasa. WUZI-Verlag, 2023. ISBN 979-8393015015.